# Muharrem Gürbüz
Muharrem Gürbüz (* 24. August 1957 in Izmir) ist ein ehemaliger türkischer Fußballspieler und -trainer. Da während seiner Zeit bei Karşıyaka SK mit Muharrem Dirik ein weiterer Muharrem im Mannschaftskader existierte und dieser älter war, wurde Gürbüz fortan als der Küçük Muharrem (dt.: Der kleine Muharrem) bezeichnet und Dirik als Büyük Muharrem (dt.: Der große Muharrem).

## Spielerkarriere

### Verein
Gürbüz durchlief die Nachwuchsabteilung von Izmirspor. Später wurde er beim damals in der 3. türkischen Liga tätigen Klub in den Profikader aufgenommen. Ab 1975 fing er an, für die türkische U-18-Nationalmannschaft aufzulaufen, und fiel so vielen Talentjägern auf.
Als Resultat seiner gestiegenen Popularität wurde er im Sommer 1976 vom Zweitligisten Diyarbakırspor verpflichtet. Am Saisonende erreichte seine Mannschaft die Zweitligameisterschaft und damit die erste Erstligateilnahme der Vereinsgeschichte. Nach dem Aufstieg blieb er zwar im Mannschaftskader, wurde aber bei den Mannschaftsplanungen nicht berücksichtigt.
Nachdem Gürbüz sich bei Diyarbakırspor nicht durchsetzen konnte, wurde er in den ersten Spieltagen der Saison 1977/78 an den nordosttürkischen Zweitligisten Rizespor abgegeben. In seiner zweiten Saison bei diesem Klub beendete sein Team die Saison als Zweitligameisterschaft und erreichte damit den ersten Aufstieg und die erste Erstligateilnahme der Vereinsgeschichte. Nach dem Aufstieg avancierte er mit seiner Mannschaft zur Überraschungsmannschaft der Erstligasaison 1979/80. Gürbüz hatte mit seinen Leistungen wichtigen Anteil an diesem Erfolg und wurde so im Laufe der Saison erst türkische U-21- und wenig später A-Nationalspieler. In der zweiten Erstligasaison verfehlte sein Team den Klassenerhalt und stieg in die 2. türkische Liga ab.
Nachdem sein Verein Rizespor den Klassenerhalt verfehlt hatte, wechselte Gürbüz zum Zweitligisten seiner Heimatstadt Izmir, zu Karşıyaka SK. Bei diesem Klub spielte er sechs Spielzeiten lang. In der Spielzeit 1985/86 wurde er mit seiner Mannschaft Meister der Zweitligasaison 1986/87 und stieg mit seinem Team in die 1. Liga auf.
Nach zwei Erstligajahren für Karşıyaka wechselte er innerhalb von Izmir zum Erzrivalen und Zweitligisten Göztepe Izmir. Für diesen Verein war er zwei Spielzeiten lang tätig und beendete anschließend seine Karriere.

### Nationalmannschaft
Gürbüz' Länderspielkarriere begann 1982 mit einem Einsatz für die türkische U-18-Nationalmannschaft. Nach neun Einsätzen für die U-18- begann er ab dem Frühling 1979 für die türkische U-21-Nationalmannschaft zu spielen.
Im Rahmen eines WM1982-Qualifikationsspiels gegen die Isländische Nationalmannschaft wurde Gürbüz im Herbst 1982 Nationaltrainer Sabri Kiraz zum ersten Mal in den Kader der türkischen Nationalmannschaft nominiert. In dieser Partie gab er sein Länderspieldebüt. Bis zum Sommer 1984 wurde Gürbüz sieben weitere Male nominiert, absolvierte fünf weitere Länderspiele und erzielte dabei ein Tor.

## Trainerkarriere
Gürbüz startete 1993 bei Göztepe Izmir mit einer Co-Trainertätigkeit seine Trainerkarriere. Anschließend arbeitete er 1995 bei Altınordu Izmir als Cheftrainer. Später folgten Co-Trainerstationen bei Karşıyaka SK, Malatyaspor und Denizlispor.
Zur Saison 2009–10 wurde er bei Çaykur Rizespor zum sportlichen Direktor ernannt. Bereits wenige Wochen später trat er von seinem Amt zurück.

## Erfolge
Mit Diyarbakırspor
- Meister der TFF 1. Lig und Aufstieg in die Süper Lig: 1976/77

Mit Çaykur Rizespor
- Meister der TFF 1. Lig und Aufstieg in die Süper Lig: 1976/77
- Vierter der Süper Lig: 1979/80

Mit Karşıyaka SK
- Meister der TFF 1. Lig und Aufstieg in die Süper Lig: 1986/87